# 루돌프 줄리아니
루돌프 윌리엄 루이스 줄리아니(Rudolph William Louis Giuliani, KBE, 1944년 5월 28일~)는 미국의 법조인·정치인이며, 애칭으로 루디 줄리아니(Rudy Giuliani)라고도 한다. 107대 뉴욕 시장 (1994년 ~ 2001년)을 지내고 현재 도널드 트럼프의 변호사이다.
개인 변호사로, 그리고 미국 법무부에서 일한 후에 1993년 공화당 후보로서 뉴욕 시장에 당선되어 이후 재선되었다. 경찰 학대와 인종 문제 때문에 비판을 받았으며, 범죄에 대해 강경한 견해를 가지고 있다. 2008년 공화당 대통령 경선에 도전했으나 실패했다. 2001년 9월 11일 뉴욕에서 세계 무역 센터를 파괴한 테러리스트의 공격들이 일어난 후, 줄리아니는 헌시과 지도력으로 인정 받기도 하였다.
2002년 영국 엘리자베스 2세 여왕으로부터 명예 KBE 훈장 (외국인대상 명예훈장)을 받았다.
후에 안정 상담 회사를 시작하였고, 대통령 법률 팀에 가입하기 전에 2016년 미국 대통령 선거 기간 동안 트럼프와 함께 일하였다.

## 어린 시절
뉴욕 브루클린에서 경찰과 소방관들이 많았던 이탈리아계 미국인 대가족에서 태어났다. 줄리아니는 자신이 "자신을 둘러싼 제복들과 그들의 영웅주의의 이야기들과 함께 자라왔다."고 기억한다. 그의 모친 헬렌 여사는 서기로 일을 한 영리하고 진지한 여성이었고, 부친 해럴드는 술집을 운영하고 처남의 마피아와 연결된 대출 회사의 채권 추심원으로 일하였다.
부친은 우유 배달부를 강탈한 죄로 1934년 체포되어 1년 반동안 징역 살이를 하였다. 줄리아니는 "난 그가 감옥에 들어간 것을 아나 그것이 정확히 무엇이었는 지를 전혀 몰랐다."고 상기하였다. 그럼에 불구하고, 해럴드는 자신의 아들에게 자신의 잘못들을 되풀이하지 않도록 한 최고의 부친이었다.
루디가 7세 때 그의 부친은 가족이 마피아로부터 멀어지도록 브루클린으로부터 롱아일랜드로 이주했고, 루디가 권위, 질서와 개인적 재산을 존중하게 하였다. 루디 줄리아니는 후에 "나의 부친은 나를 통하여 배상하였다"며 "매우 잘 되어서 내가 그의 잘못들을 확실히 되풀이하지 않게 하였다."고 말했다.
줄리아니는 학생 정치에 적극적인 비숍 러글린 메모리얼 고등 학교에서 수학하였다. 1961년 졸업 후 브롱크스에 있는 맨해튼 칼리지를 1965년에 졸업하였다. 사회에서 질서와 권위의 중요성에 부친의 지속적인 강의에 의하여 영감을 받은 줄리아니는 변호사가 되기로 결심하고 뉴욕 대학교 법학대학원에서 수학하였다.
뉴욕 대학교에서 줄리아니는 처음으로 학업 성취가 두드러져 1968년 준최우등으로 졸업한 후, 뉴욕 남부 구역 미국 연방지방법원의 판사 로이드 맥마혼의 서기가 되었다. 그는 자신의 평판을 높여 준 경찰 부패 조사 검사로 임명되었다.

## 초기 정치 경력

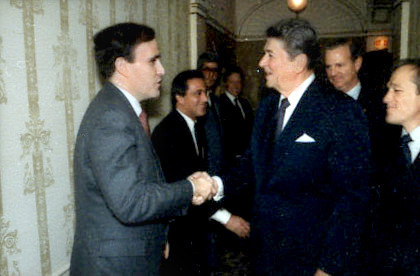
1984년 로널드 레이건 대통령과 함께

1977년 줄리아니는 뉴욕에서 패터슨, 벨크냅, 웹 앤드 타일러 법률 회사에서 4년을 일하고 미국 검찰청으로 떠났다. 그 후 1981년 그는 미국 법무부에서 서열 3위인 로널드 레이건 대통령의 법무 차관으로 워싱턴 D. C.로 왔다. 2년 후, 1983년 줄리아니는 뉴욕 남부 연방 검사로 임명되어 뉴욕에서 마약, 폭력과 결부된 토착 범죄와의 장기적 싸움을 시작하였다.
검사로서 6년동안 줄리아니는 마약상들을 투옥하고, 공무원과 회사원의 부정 행위를 기소하고, 조직 범죄와 정부의 부패를 일소하는 데 집중하였다.4,152개의 유죄 판결을 얻어 내어, 미국 역사상 가장 효과적인 검사로 유명해졌다. 또한 홍보를 위해 폭도 두목이나 비지니스 지도자들이 수갑을 채운 모습을 보여 주고, 사후에 기소를 포기하는 편법을 개발하기도 했다.

## 뉴욕 시장

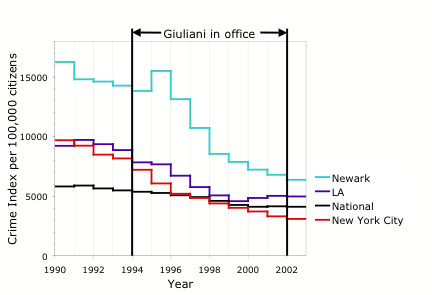
1990년부터 2002년까지 뉴욕, 국내와 다른 주요 도시들의 범죄율을 나타내는 그래프

1989년 줄리아니는 민주당의 데이비드 딘킨스를 상대로 공화당 후보로서 뉴욕의 시장 선거에 나갔다. 그는 뉴욕 역사상 가장 가까운 차이로 패하였고, 딘킨스는 뉴욕의 첫 흑인 시장이 되었다. 4년 후, 1993년 줄리아니는 다시 딘킨스에게 도전하였다. 1백만 명 이상의 뉴욕 시민들이 복지 혜택을 잃고, 범죄율이 높아지고, 코카인 유행이 번지면서, 온건한 이미지의 딘킨스는 인기가 떨어졌다. 줄리아니는 선거를 이겨, 1994년 1월 1일 107대 뉴욕 시장이 되었다.
윈스턴 처칠이 1940년 런던을 지도한 것에 자신을 비교한 줄리아니는 강경책으로 뉴욕의 문제들을 다루기 시작했다. 임기 첫 2년에 3분의 중대 범죄를 1/3 줄이고, 도시의 살인률이 절반으로 감소했다. 경찰이 받은 총격 사건이 40 퍼센트 떨어지고, 감옥내 폭력 사건들이 그의 첫 기간의 말기에 사실상 사라져 95 퍼센트 떨어졌다. 줄리아니의 복지 발의권은 600,000 명 이상의 뉴욕 시민에게 일자리를 주었다.
도시 정치의 방향을 근본적으로 바꾼 줄리아니는 찬양자들 만큼 많은 적들을 얻었다. 소수의 지도자들은 인종 프로파일링을 넓게 퍼뜨린 것을 혐오하였고, 자유주의자들은 위기에 처한 공공 학교 제도를 개혁하는 데 실패한 것을 비판하였다. 무단 횡단, 노점상처럼 대중에게 화를 내게 한 논란의 여지가 있는 예술에 공공 자금 지원을 거부하는 "정중" 캠페인과 유엔의 무료 주차권에 대한 위협도 비판을 받았다.
1997년 그는 자신의 부친을 죽인 전립선암을 진단 받아 치료들을 받기 시작하였다. 동년 압도적 승리에 의하여 재선되었어도 자신의 2번째 임기 기간이 종말로 가까워 지면서 2000년 줄리아니의 인기는 전술들을 멈추는 것을 포함한 경찰에 의하여 범죄의 인종 차별적인 취급으로서 보여진 이유로 부분적으로 철처히 떨어졌다.
높은 프로필의 경우들의 다수는 이 시기 동안 유력한 역할을 하였는 데 1997년 8월 아이티 이민자 아브네르 루이마가 브루클린에 있는 70 경찰 관할 구역에서 경찰관들의 단체에 의하여 매를 맞고, 비참하게 고문을 당하였다. 그러고나서 1999년 무기가 없은 아마두 디알로가 자신의 지갑에 도달하는 데 시도한 동안 자신의 문 밖에서 권위자들에 의하여 총 12발을 맞아 살해되었다. 또다른 무장하지 않은 패트릭 도리스먼드가 2000년 술집의 외부에서 경찰에 의하여 살해되었다.

### 911 테러 공격 사건

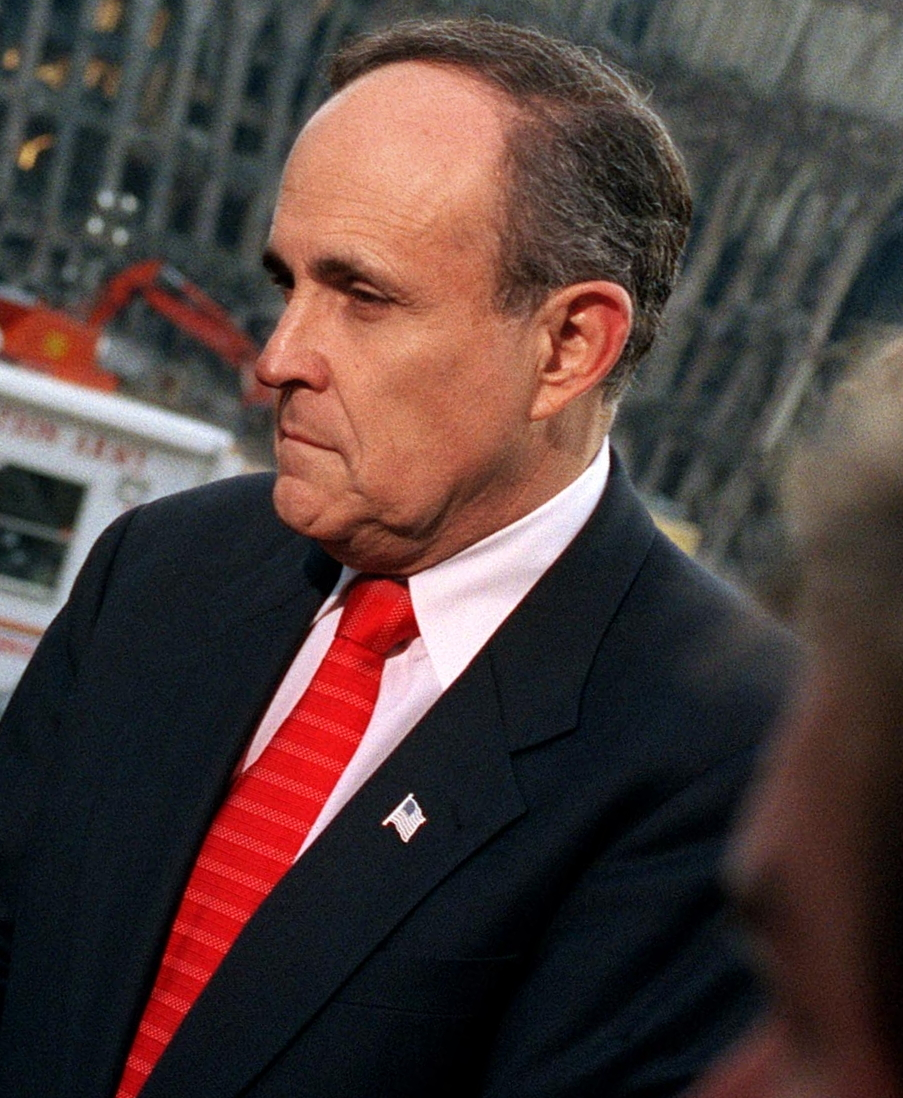
911 테러 후 무너진 세계 무역 센터의 그라운드 제로에서 (2001년)

줄리아니는 갑자기 세계에 충격을 주고 그의 공공적 경력을 더럽힌 비극에 의하여 국제적 주목으로 들어가 밀쳤다. 2001년 9월 11일 알카에다 테러리스트들이 2대의 항공기를 공중 납치하여 그것들을 맨해튼에 있는 세계 무역 센터의 쌍둥이 빌딩으로 부딪치게 하였다. 몇 시간 아래 양 건물이 무너지고, 2,752명의 사람들이 공격들로부터 사망하였다. 사건의 도시의 순간 동안 줄리아니의 지도력은 많은이들에게 영감을 주었다.

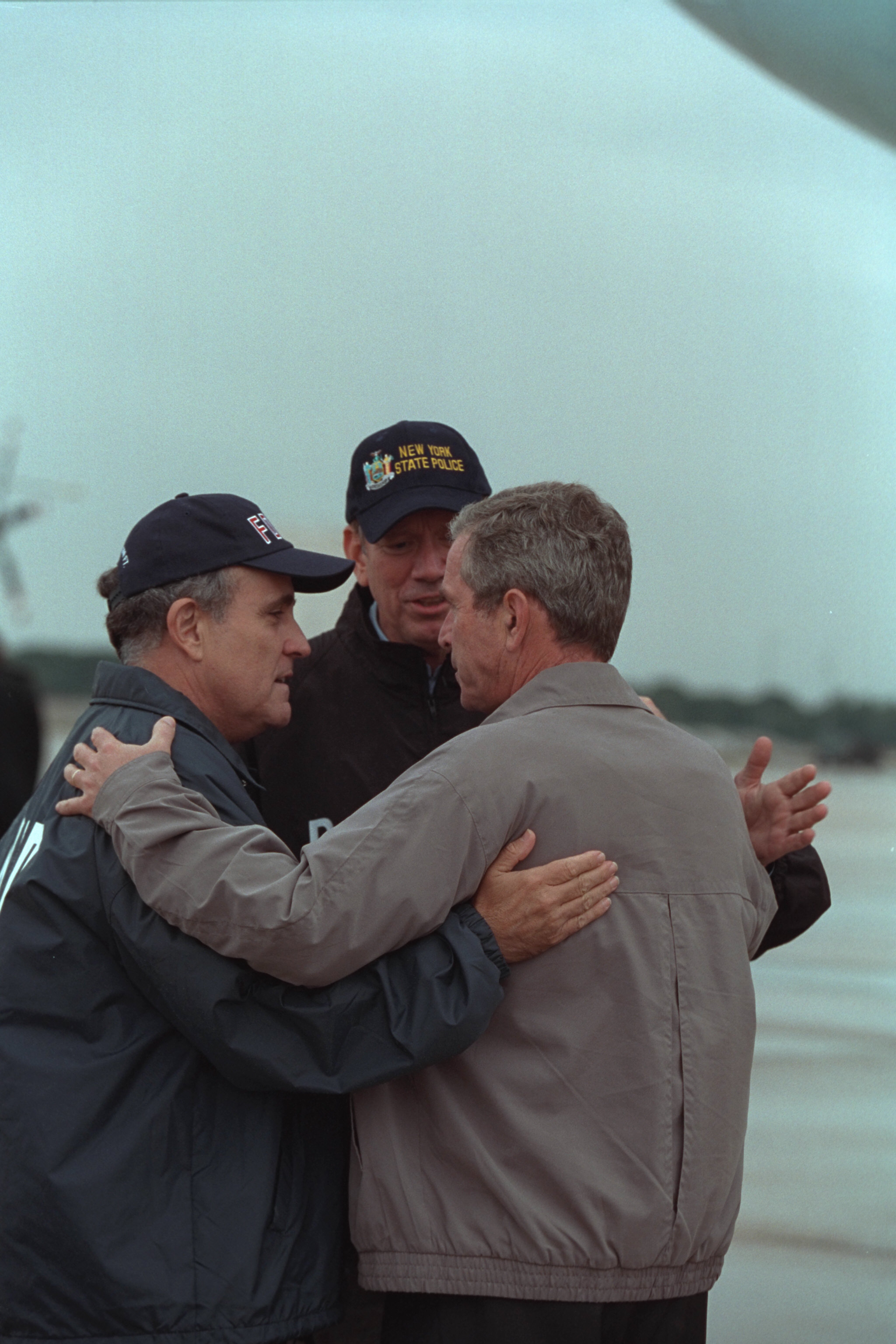
조지 W. 부시 대통령과 조지 퍼타키 뉴욕 주지사와 함께 한 줄리아니

2번째 항공기가 부딪친 몇분 안의 장면에 도착한 줄리아니는 20,000명 만큼 많은 생명을 구하고, 재보증과 위안의 국내적 음성으로서 나타난 구출 작전들을 조정하였다. 우울하지만 "내일 뉴욕은 여기에 있을 것입니다"고 결심한 줄리아니는 "그리고 우리는 재건할 것이고, 우리는 이전에 우리였던 것보다 더욱 강해질 것입니다... 난 테러리즘이 우리를 멈출 수 없는 국가의 나머지와 세계의 나머지로 뉴욕 시민들이 예가 되기를 원합니다."라고 도시, 국가와 세계로 공고하였다.
시장으로서 그의 시간이 끝난지 아직 몇년 후에 줄리아니는 911 테러의 현장에서 몇달을 보내는 동안 근로자의 안전에 비판을 향하였다. 수천명의 복구 근로자들은 감독적 중요성이 능력에 놓인 보고들과 함께 그라운드 제로의 청소에 관련된 장기적 보건 논쟁들을 향하였고, 연방적 안전 의정서에 주의에 반대하면서 빠르게 작업들을 완료하였다. 10,000명 이상의 근로자들이 결국적으로 도시를 고발하여 6억 달러 이상을 합계한 2010년 단체 정착에 결과를 가져왔다.
그해 타임 올해의 인물로 선정되었다.

## 정치와 비지니스의 인연들

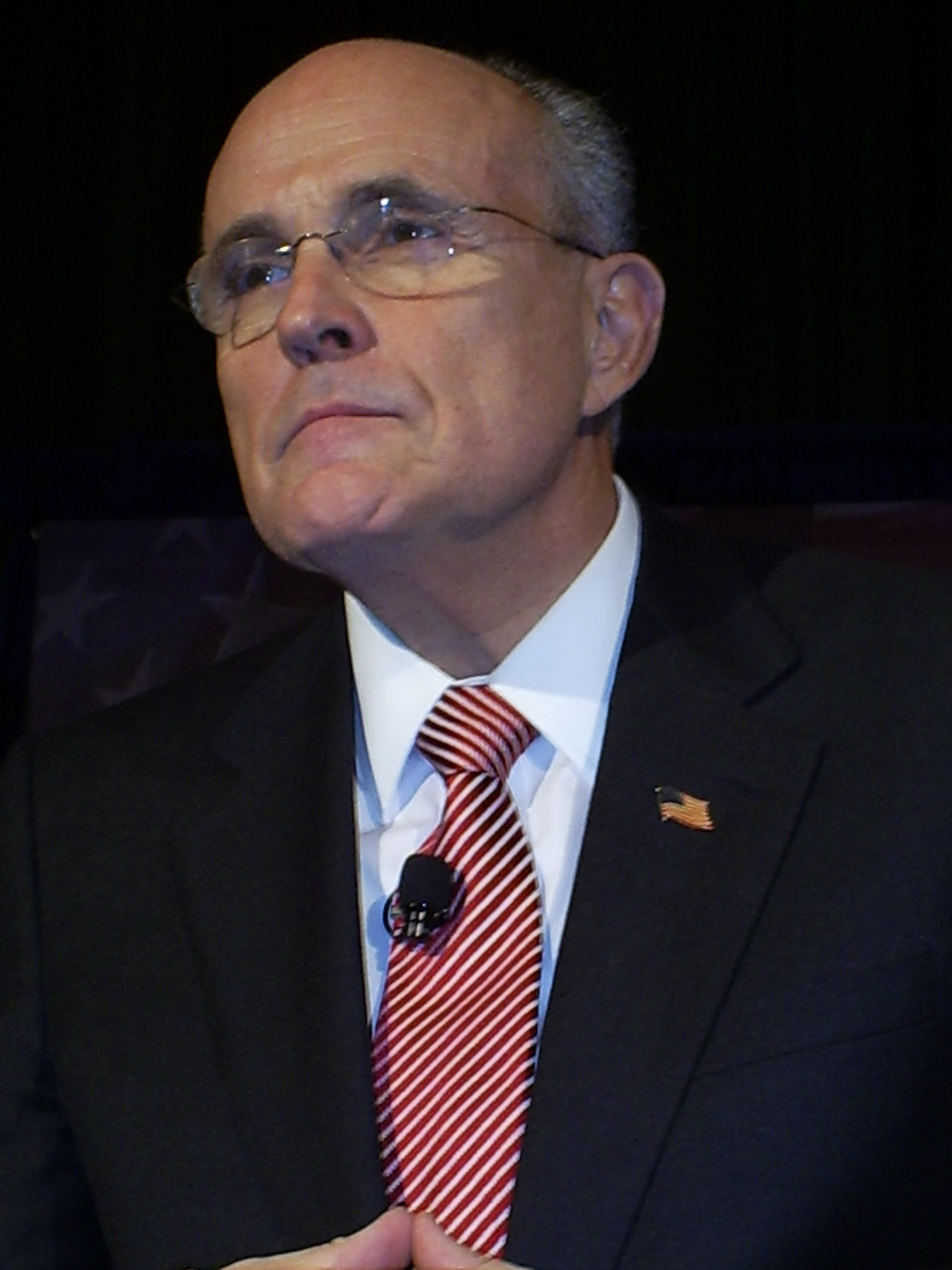
2008년 1월 7일 뉴햄프셔주 데리에서 열린 선거 운동에서

큰 부분에서 911 테러 공격의 영향에서 자신의 지도의 이유로 줄리아니는 뉴욕 역사상 가장 도상적인 시장들 중의 하나로 영원히 알려질 것이다. 그는 2001년 12월 31일 시장직을 떠나고 선거가 줄리아니의 보증을 받은 순간을 안정시킨 마이클 블룸버그에 의하여 대체되었다.
전직 시장은 2002년 비지니스 상사 줄리아니 파트너스를 시작하였고, 기업이 지구촌 연결들과 함께 다백만개의 정세로 들어가는 것을 보았다. 안정/경찰 훈련과 테러리스트 운동들로 인연을 맺은 것으로 믿어진 석유로 풍부한 중동의 국가 카타르를 위한 부동산 거래를 포함한 풍미있는 거래보다 적은 것으로 아직 상사는 또한 정밀한 조사와 비판을 호소하기도 하였다. 줄리아니 파트너스는 또한 주요 고객으로 지내며 오피오이드 중독들을 둘러싼 대중을 잘못 지도한 것으로 마약단속국의 벌금에서 2백만 달러를 낸 제약 회사 퍼듀 파마에 연루되기 시작하기도 하였다.
2008년 그는 공화당 대통령 후보 지명을 위하여 나갔고, 일찍이 선두를 달렸으나 이 선거 운동은 거의 추진력을 발진시키는 데 실패하였으며 플로리다주 예비 선거에서 멀리 3위를 한 후 빠지고 말았다. 2012년 미국 대통령 선거가 열리는 동안 줄리아니는 공화당 후보 밋 롬니를 보증하였다.

## 트럼프의 동맹자와 변호사

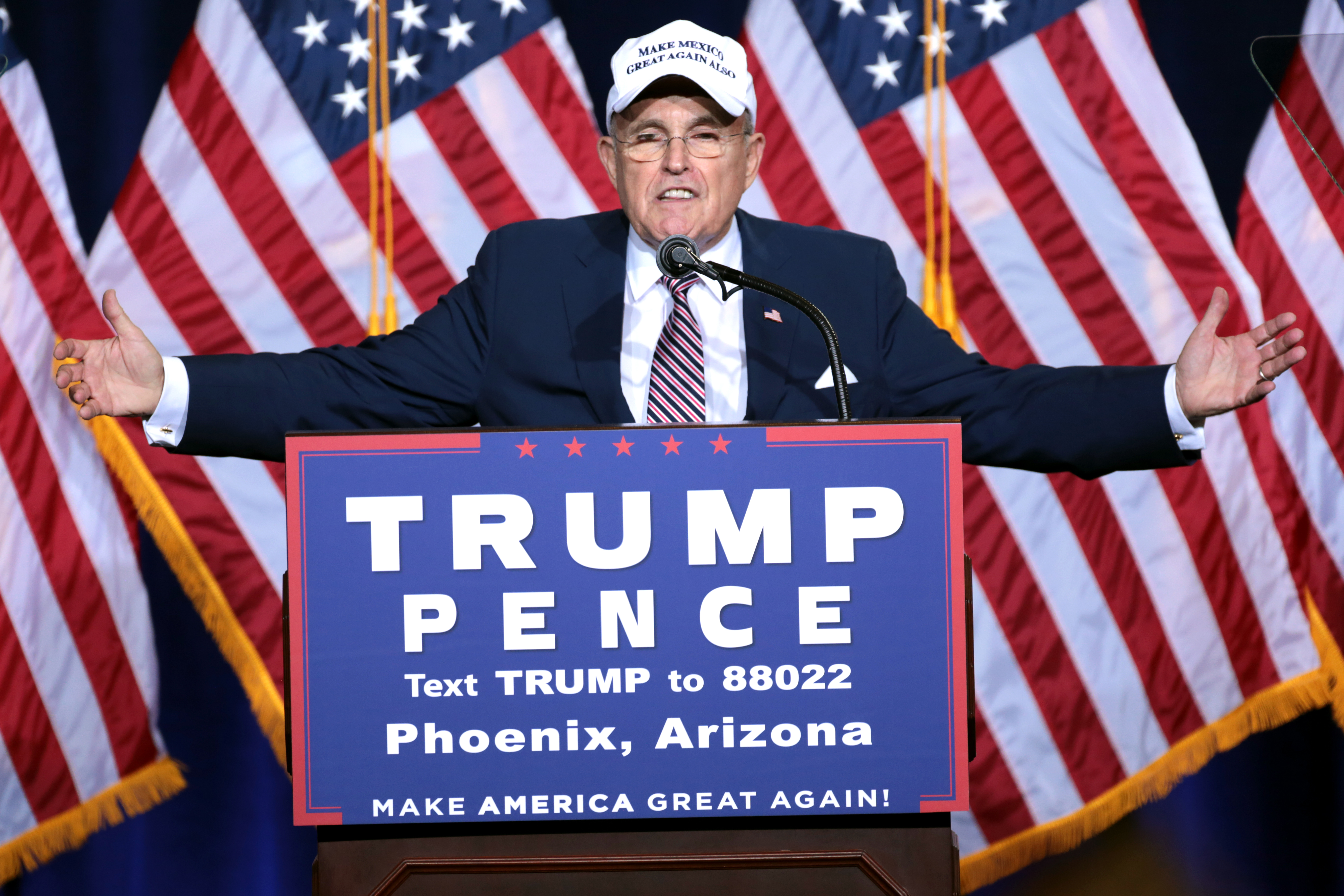
2016년 8월 31일 도널드 트럼프 공화당 대통령 후보를 위한 선거 운동에서 줄리아니

현실적인 쇼의 진행자이자 비지니스 간부 도널드 트럼프의 성공적인 2016년 미국 대통령 선거 운동이 열리는 동안 줄리아니는 그를 위하여 음성적, 그리고 어쩌다 격렬한 연설자가 되었다. 전직 시장의 내뱉은 연설들과 그의 회사의 비지니스 인연들에 정밀한 조사가 올라갔어도 선거 후에 트럼프의 충성자는 내각 직위를 위하여 입후보할 것으로 믿어졌다.
줄리아니는 트럼프 행정부에서 직위를 착수하지 않았으나 러시아의 방해로 들거간 9년간 특별 조언 조사의 복판에 2018년 4월 대통령의 법적인 팀에 가입하지 않았다. 트럼프의 개인적 법조인 마이클 코언과 함께 동시의 조사와 재고발을 필요로 한 팀 아래 줄리아니는 특별 고문 로버트 뮬러와의 친밀과 "약간의 추진"을 필요로 한 조사를 속력내는 열망을 가져왔다. 그날 그의 로펌 그린버그 트라우리그는 줄리아니가 휴가를 떠날 것이라고 공고하였고, 5월 10일 줄리아니는 트럼프를 위한 자신의 직업에 완전히 집중하러 로펌으로부터 사임을 하였다.
줄리아니는 자신이 트럼프에게 말한 것이 성인 영화 배우 스토미 대니얼스에게 코언의 단언한 입막음 지불들에 주의하라고 말할 때 즉시 대중매체를 흥분한 상태로 보냈다. 그는 9월 1일 뮬러가 자신의 조사를 끝내려한 그의 찾아지지 않은 진술과 대통령이 둘다 특별 조언 조사를 끝내는 데 허용한 "넓은 힘"들을 가진 그의 주장을 포함한 많은 머리를 긁적거리게 한 다른 소감들과 따라져 가능성 있게 아무 잘못에 자신을 사면하였다.
이란 저항국민평의회의 해마다의 모임으로 2018년 7월 연설이 있는 동안 줄리아니는 이란의 항의들의 습격과 체제의 변화를 보는 트럼프 행정부의 열망을 강연하였다. "겨우 몇달 전에 수많은 논쟁이 있는 미국의 대통령은 로널드 레이건이 폴란드에서 자유노조가 공산주의에 대항하는 행렬을 할 때 항의자들을 위하여 한 것처럼 항의자들을 성원하였습니다."며 "그리고 거기에 무슨 일이 일어났나요? 공산주의는 무너졌습니다. 폴란드는 자유를 얻었습니다. 철의 장막은 증발하였습니다. 그리고 베를린 장벽은 다졌습니다. 이제 그것이 일어날 것입니다."라고 말하였다.

## 우크라이나에 연루
2019년 9월 집 민주당원들은 트럼프와 줄리아니가 우크라이나 정부를 2020년 대통령 후보 조 바이든의 아들 헌터 바이든을 조사하는 것으로 압박을 시도하였던 것인지에 탐침을 발포하였다. 줄리아니는 우크라이나의 공무원들과 문제를 논의하는 데 허락하였으나 미국 국무부의 요청대로 그렇게 했다고 말하였다.
이야기는 줄리아니의 2명의 협력자들 레프 파르나스와 이고르 프루만이 캠페인의 재정적 법률들을 위반한 것으로 체포될 때 이어진 달을 복잡하게 만들었다. 그 일은 2명의 비지니스맨이 바이든의 대통령 선거 운동으로 손해를 증명한 것만큼 우크라이나에서 뮬러의 조사를 방해하려고 한 정보를 찾는 데 노력들에 연루되었던 것으로 보고되었다.

## 개인 생활

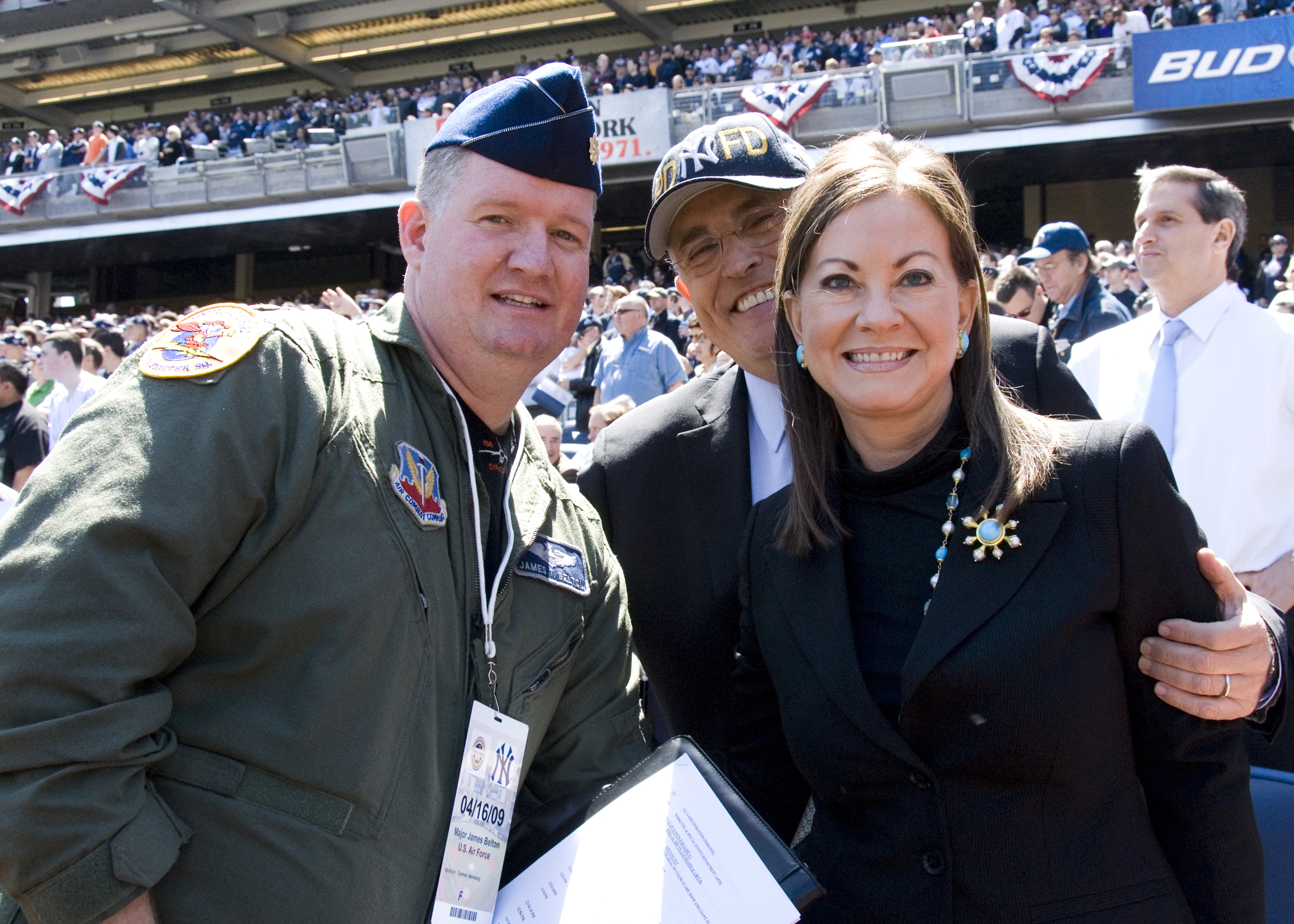
2009년 4월 양키 스타디움에서 뉴욕주 주방위 공군 소령과 함께 한 줄리아니 부부

줄리아니는 3번이나 결혼을 해왔다. 그는 1982년 자신이 혼인의 무효 선언을 받기 전에 1968년 자신의 재종 자매 리자이나 페루지에게 소홀하게 결혼식을 올렸다. 이혼한 동년에 그는 텔레비전 명사 도나 하노버를 만나 1984년 재혼하였다. 하노버와 줄리아니는 그가 시장을 지내는 동안 사이가 멀어졌고, 줄리아니는 자신의 2명의 친구들에 의하여 소유된 아파트에 대신 사는 데 도나와 그의 자식이 남아있던 그레이시 맨션에 있는 시장 관저에서 옮겨 나갔다.
아직도 시장이면서 아직도 도나 하노버와 결혼한 상태에 있던 줄리아니는 자신의 전립선암과 911 테러 공격들의 비극들이 일어난 동안 자신의 인생에서 증가적으로 중요하고 공공적인 역할을 한 주디스 네이선이라는 여성과 연애를 시작하였다. 줄리아니와 도나 하노버는 2002년 공식적으로 이혼하였고, 이듬해 줄리아니는 주디스와 결혼하였다.
2018년 4월 주디스는 결혼 생활 15년 후에 이혼을 위하여 서류 제출을 하였다. 줄리아니는 "주디스와 내가 이혼을 하는 것을 내가 확직시킬 수 있는 위대한 슬픔과 함께이다. 우리는 가능한 대로 이 것을 의좋게 하고, 사람들이 이 당시에 우리의 자식들의 사생활을 존중하는 것을 희망한다."고 말하였다. 보고들이 진행들이 우호적이 아닌 아무것이었다고 암시하였어도 양쪽은 2019년 12월 비밀 결의에 도달하였다.

## 역대 선거 결과
| 선거명      | 직책명    | 대수  | 정당   | 득표율 | 득표수    | 결과 | 당락           |
| ----------- | --------- | ----- | ------ | ------ | --------- | ---- | -------------- |
| 1989년 선거 | 뉴욕 시장 | 106대 | 공화당 | 47.84% | 870,464표 | 2위  | 낙선           |
| 1993년 선거 | 뉴욕 시장 | 107대 | 공화당 | 50.90% | 930,236표 | 1위  | 뉴욕 시장 당선 |
| 1997년 선거 | 뉴욕 시장 | 107대 | 공화당 | 57.74% | 783,815표 | 1위  | 뉴욕 시장 당선 |

## 같이 보기
- 2016년 미국 대통령 선거에 대한 러시아의 개입